# SKVM Kinran
SKVM Kinran is een studentensportvereniging voor studenten van de Universiteit Maastricht en de Hogeschool Zuyd in Maastricht. SKVM staat voor Studenten Karate Vereniging Maastricht. Kinran heeft ongeveer 40 tot 45 leden. De vereniging is opgericht in 2004 door vijf studenten. Wat begon als een aanvulling op karatelessen van een plaatselijke sportschool is nu uitgegroeid tot een officiële studenten karatevereniging.
Kinran is de eerste studenten karatevereniging van Maastricht. Tijdens de trainingen wordt voornamelijk aandacht besteed aan Shotokan stijl karate. Van oorsprong werd Kinran getraind door 2e dan JKA Dirk Vellinga, maar sinds het begin van het academisch jaar 2006 zijn de lessen overgenomen door 6e dan JKA Sensei Peter Wewengkang.

## De naam "Kinran"
Kinran betekent letterlijk ‘gouden orchidee’. De orchidee is een bloem die in het Verre Oosten van oudsher staat voor schoonheid en komt vooral in China in diverse aspecten van de samenleving voor: dichtkunst, spelen en zelfs persoonsnamen. Er zit echter meer achter de naam Kinran. Het woord is ontleend aan een Japanse gezegde dat luidt; "Kinran No Majiwari". Dit duidt in Japan in figuurlijke betekenis op een hechte vriendschap, maar betekent letterlijk ook: “iets dat zo sterk als metaal en tegelijkertijd zo mooi als een orchidee is". Dit vat de essentie van karate in één woord samen: karate heeft de kracht van metaal, maar ook de schoonheid van een orchidee, iets dat in bijvoorbeeld de kata oefeningen duidelijk naar voren komt.

## Trainingen
Leden van Kinran trainen tweemaal per week in de avonduren op dinsdagen en donderdagen. Trainingen duren meestal 1,5 uur en worden bijgewoond door zowel een grote groep beginnende karateka's als gevorderden. Een training bestaat meestal uit drie gedeelten; kihon, kata en kumite. Tijdens de kihon komen basisoefeningen aan bod in de vorm van combinaties van stoten, trappen, afweren. Kata kan vertaald worden als een schijngevecht tegen een onzichtbare tegenstander in een vooraf gedefinieerde choreografie. Kumite, oftewel sparren, gebeurt bij Kinran in semi-contact vorm, waarbij de tegenstander wel geraakt wordt, maar niet met volle kracht. 
Karate is een inspannende activiteit. Gedurende de trainingen wordt er op een dynamische wijze met het hele lichaam geoefend. Niet alleen brute spierkracht, maar ook aan cardiovasculaire conditie, balans, oog-hand coördinatie en lenigheid worden geoefend. Karate kent echter ook een  spirituele kant. Hoewel de technieken van oorsprong zijn ontwikkeld voor zelfverdediging, is het van oudsher de traditie om zowel het lichaam als de geest te trainen. Hierbij zijn principes als hoffelijkheid, nederigheid en rechtvaardigheid essentieel. Zij vormen de ziel van het karate. 

## Wedstrijden en Stages

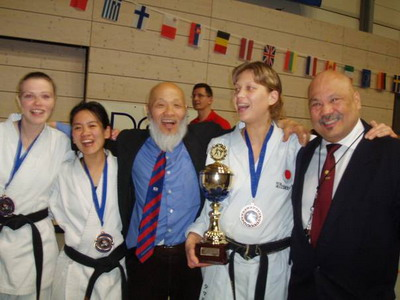
SKVM Kinran winnaars op het EK in Konstanz, Duitsland 2006

Vrijwel elke maand wordt er ergens in Nederland of omliggende grensgebieden een karate stage of wedstrijd georganiseerd. Kinran streeft ernaar om zoveel als mogelijk aan deze activiteiten mee te doen. Daarnaast probeert Kinran een actieve rol te spelen in het organiseren van wedstrijden in Maastricht voor karateka's uit heel Nederland. In 2006 hebben verschillende leden van Kinran prijzen gewonnen bij de Europese Shotokan Karate Kampioenschappen in Konstanz, Duitsland. Enkele maanden later zijn er bij de Nationale Kampioenschappen in Maastricht ook vele successen geboekt. 

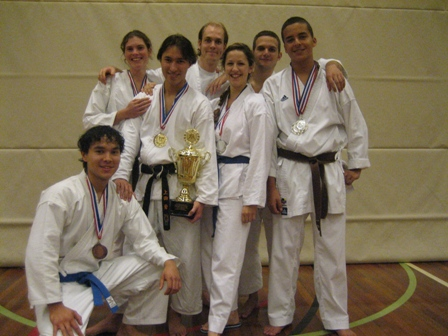
SKVM Kinran winnaars op het NK Maastricht 2006

Kinran doet tevens jaarlijks met een team mee aan de Batavierenrace.

## Andere activiteiten
Behalve trainingen organiseert Kinran ook regelmatig borrels, sushi avonden, etentjes en andere activiteiten. Sommige van deze worden ondernomen in combinatie met andere studentensportverenigingen uit Maastricht. Een van de meest populaire gezamenlijke activiteiten is de uitstap naar discotheek Versuz in België. Eens per maand verschijnt de Kinran "NieuwsBlief", waarin alle recente gebeurtenissen omtrent de vereniging worden gepubliceerd.